# Simulium

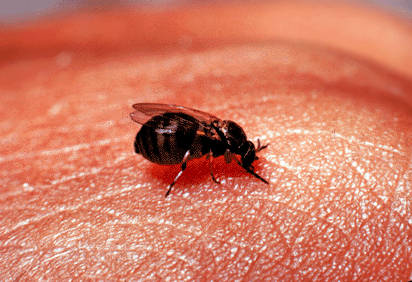
Um espécime do género Simulium sobre pele humana

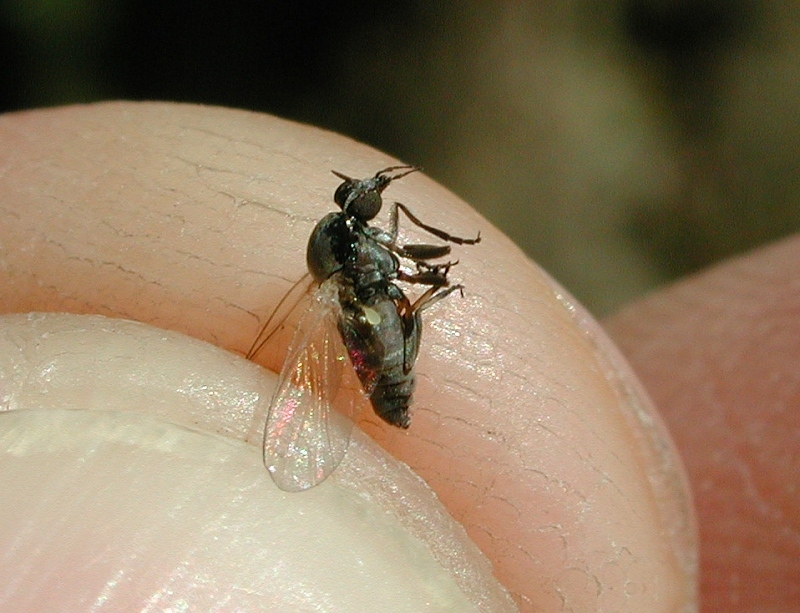
Simulium em perfil ventral

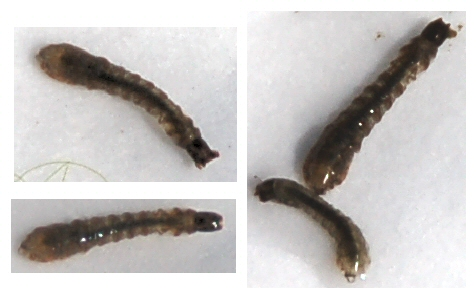
Larvas de Simulium.

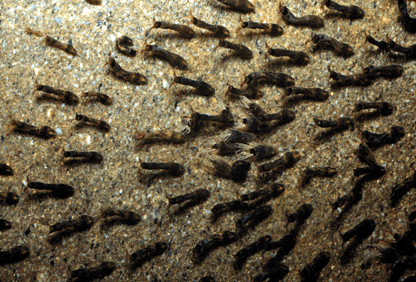
Larvas de Simulium numa corrente de água.

Ilustração científica mostrando uma larva de Simulium.

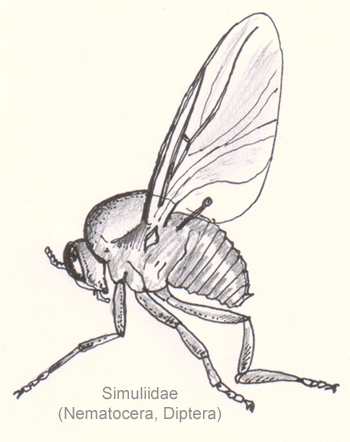
Ilustração científica mostrando um espécime adulto de Simulium

Simulium (borrachudo ou piúm) é um género de borrachudos hematófagos que constituem o vector de diversas doenças, entre as quais a oncocercose (cegueira dos rios) e a mansonelose. O género inclui várias centenas de espécies, agrupadas em 41 subgéneros. Como os restantes géneros da  família dos Simuliidae ocorre com maior frequência nas  zonas húmidas, já que a sua fase larvar depende da disponibilidade de água doce com superfície livre.

## Descrição
As moscas deste género são hematófagas, produzindo saliva que contém anticoagulantes, um conjunto de enzimas que tornam o sangue menos viscoso e histamina. Com a mordedura, a saliva é misturada com o sangue, evitando a coagulação até que seja ingerida pela mosca. As picadas de causar danos localizados nos tecidos e, se o número de picadas for muito grande, produzir perda significativa de sangue e consequente anemia.
A reacção do hospedeiro às picadas podem incluir doença sistémica, reacções alérgicas e até mesmo a morte, sendo que essas reacções são provavelmente mediadas pela histamina.
Em humanos, a mordedura deixa uma pequna mancha avermelhada na pele, acompanhada de comichão e às vezes causando edema localizado. A reacção sistémica é caracterizada por dores de cabeça, febre, náuseas, dermatites, adenite generalizada e asma alérgica.
Algumas espécies são importantes vectores de zoonoses, contribuindo para a rápida dispersão da mixomatose e de outras doenças animais, incluindo doenças com forte impacte zootécnico.
As espécies Simulium damnosum e S. naevi são os vectores da oncocercose (cegueira dos rios) em África, doença que é veiculada por Simulium callidum e S. metallicum na América Central e por S. ochraceum na América do Sul.
Outros patógenos transmitidos pelas espécies do género Simulium são o protista causador da leishmaniose e a filária causadora da mansonelose. Mesmo na ausência de parasitas, virus ou bactérias transmissíveis, a mordedura de certas espécies (como S. ornatum, S. posticatum, S. variegatum, S. bezzi e S. erythrocephalum) pode causar uma perigosa reação alérgica que pode levar até ao choque anafilático.
É relatado que em 1863, 80% dos bovinos no cantão de Condrieu morreram poucas horas depois de um ataque de mosca-negra. Também em 1923, no Banato, na Transilvânia e na Valáquia uma infestação de Simulium causou a morte a 16 000 animais domésticos em poucos dias.

## Sistemática
Sub-géneros:
- Afrosimulium Crosskey, 1969
- Anasolen Enderlein, 1930
- Asiosimulium Takaoka & Choochote, 2005
- Aspathia Enderlein, 1935
- Boophthora Enderlein, 1921
- Boreosimulium Rubtsov & Yankovsky, 1982
- Byssodon Enderlein, 1925
- Chirostilbia Enderlein, 1921
- Crosskeyellum Grenier & Bailly-Choumara, 1970
- Daviesellum Takaoka & Adler, 1997
- Ectemnaspis Enderlein, 1934
- Edwardsellum Enderlein, 1921
- Eusimulium Roubaud, 1906
- Freemanellum  Crosskey, 1969
- Gomphostilbia Enderlein, 1921
- Hebridosimulium Grenier & Rageau, 1961
- Hellichiella Rivosecchi & Cardinali, 1975
- Hemicnetha Enderlein, 1934
- Inaequalium Coscarón & Wygodzinsky, 1984
- Inseliellum Rubtsov, 1974
- Lewisellum  Crosskey, 1969
- Meilloniellum  Rubtsov, 1962
- Metomphalus Enderlein, 1935
- Montisimulium  Rubtsov, 1974
- Morops Enderlein, 1930
- Nevermannia Enderlein, 1921
- Notolepria Enderlein, 1930
- Obuchovia  Rubtsov, 1947
- Phoretomyia  Crosskey, 1969
- Pomeroyellum  Rubtsov, 1962
- Psaroniocompsa Enderlein, 1934
- Psilopelmia Enderlein, 1934
- Psilozia Enderlein, 1936
- Pternaspatha Enderlein, 1930
- Rubzovia Petrova, 1983
- Schoenbaueria Enderlein, 1921
- Simulium Latreille, 1802
- Trichodagmia Enderlein, 1934
- Wallacellum Takaoka, 1983
- Wilhelmia Enderlein, 1921
- Xenosimulium  Crosskey, 1969

## Lista de espécies
De acordo com o Sistema Integrado de Informação Taxonómica (ITIS) estão identificadas as seguintes espácies:
- Simulium acarayense Coscaron, Wygodzinsky, 1972
- Simulium aestivum Davies, Peterson et Wood, 1962
- Simulium albicinctum (Enderlein, 1933)
- Simulium albilineatum (Enderlein, 1936)
- Simulium albopictum Lane et Porto, 1940
- Simulium alirioi Perez et Vulcano, 1973
- Simulium amazonicum Goeldi, 1905
- Simulium anamariae Vulcano, 1962
- Simulium anatinum Wood, 1963
- Simulium angrense Pinto, 1931
- Simulium antillarum Jennings, 1915
- Simulium antonii Wygodzinsky, 1953
- Simulium antunesi Lane et Porto, 1940
- Simulium aranti Stone et Snoddy, 1969
- Simulium arcticum Malloch, 1914
- Simulium argentatum Enderlein, 1936
- Simulium argus Williston, 1893
- Simulium aureum Fries, 1824
- Simulium auripellitum Enderlein, 1933
- Simulium auristriatum Lutz, 1910
- Simulium baffinense Twinn, 1936
- Simulium baiense Pinto, 1931
- Simulium barbatipes Enderlein, 1933
- Simulium beaupertuyi Perez, Rassi, Ramirez, 1977
- Simulium bicoloratum Malloch, 1913
- Simulium bicorne Dorog., Rubtsov, et Vlasenko, 1935
- Simulium bivittatum Malloch, 1914
- Simulium blancasi Wygodzinsky, Coscaron, 1070
- Simulium bordai Coscaron, Wygodzinsky, 1910
- Simulium botulibranchium Lutz, 1910
- Simulium brachycladum Lutz, Pinto, 1931
- Simulium bracteatum Coquillett, 1898
- Simulium brevifurcatum Lutz, 1910
- Simulium caledonense Adler et Currie, 1986
- Simulium callidum Dyar et Shannon, 1927
- Simulium canadense Hearle, 1932
- Simulium canonicola (Dyar et Shannon, 1927)
- Simulium catarinense Pinto, 1931
- Simulium cauchense Floch, Abonnenc, 1946
- Simulium cerqueira Almeida, 1974
- Simulium chalcocoma Knab, 1914
- Simulium clarkei Stone et Snoddy, 1969
- Simulium clarki Fairchild, 1940
- Simulium clavibranchium Lutz, 1910
- Simulium congareenarum (Dyar et Shannon, 1927)
- Simulium conviti Perez et Vulcano, 1973
- Simulium corbis Twinn, 1936
- Simulium cormonsi Wygodzinsky, 1971
- Simulium costaricense Smart, 1944
- Simulium cotopaxi Wygodzinsky et Coscaron, 1979
- Simulium craigi Adler et Currie, 1986
- Simulium croxtoni Nicholson et Mickel, 1950
- Simulium cuneatum (Enderlein, 1936)
- Simulium decollectum Adler et Currie, 1986
- Simulium decorum Walker, 1848
- Simulium defoliarti Stone et Peterson, 1958
- Simulium dinellii Joan, 1912
- Simulium diversibranchium Lutz, 1910
- Simulium diversifurcatum Lutz, 1910
- Simulium dixiense Stone et Snoddy, 1969
- Simulium downsi Vargas, Palacio, Nayera, 1946
- Simulium duplex Shewell et Fredeen, 1958
- Simulium dureti Wygodzinsky, Coscaron, 1967
- Simulium ecuadoriense Enderlein, 1934
- Simulium emarginatum Davies, Peterson et Wood, 1962
- Simulium encisoi Vargas et Diaz Najera, 1949
- Simulium escomeli Roubaud, 1909
- Simulium ethelae Dalmat, 1950
- Simulium euryadminiculum Davies, 1949
- Simulium excisum Davies, Peterson et Wood, 1962
- Simulium exiguum Roubaud, 1906
- Simulium fibrinflatum Twinn, 1936
- Simulium flavifemur Enderlein, 1921
- Simulium flavipictum Knab, 1914
- Simulium flavopubescens Lutz, 1910
- Simulium fulvibnotum Cerqueira et Mello, 1968
- Simulium furculatum (Shewell, 1952)
- Simulium gabaldoni Perez, 1971
- Simulium gaudeatum Knab, 1914
- Simulium gaurani Coscaron et Wygodzinsky, 1972
- Simulium giganteum Rubtzov, 1940
- Simulium goeldi Cerqueira et Mello, 1967
- Simulium gouldingi Stone, 1952
- Simulium grerreroi Perez, 1071
- Simulium griseum Coquillett, 1898
- Simulium guianense Wise, 1911
- Simulium guttatum (Enderlein, 1936)
- Simulium haematopotum Malloch, 1914
- Simulium haematoptum Malloch
- Simulium haysi Stone et Snoddy, 1969
- Simulium herreri Wygodzinsky et Coscaron, 1967
- Simulium hirtipupa Lutz, 1910
- Simulium hoffmanni Vargas, 1943
- Simulium hunteri Malloch, 1914
- Simulium ignacioi Perez et Vulcano, 1973
- Simulium ignescens Roubaud, 1906
- Simulium impar Davies, Peterson et Wood, 1962
- Simulium inaequale Paterson Ans Shannon, 1927
- Simulium incertum Lutz, 1910
- Simulium incrustatum Lutz, 1910
- Simulium inexorabile Schrottky, 1909
- Simulium innocens (Shewell, 1952)
- Simulium iracouboense Floch et Abonnenc, 1946
- Simulium itaunense D'andretta et Gonzalez, 1964
- Simulium jacumbae Dyar et Shannon, 1927
- Simulium jaimeramirezi Wygodzinsky, 1971
- Simulium jenningsi Malloch, 1914
- Simulium johannseni Hart, 1912
- Simulium jonesi Stone et Snoddy, 1969
- Simulium jujuyense Paterson et Shannon, 1927
- Simulium jundiaiense D'andretta et Gonzalez, 1964
- Simulium kabanayense Perez et Volcano, 1973
- Simulium lahillei Paterson et Shannon, 1927
- Simulium lakei Snoddy, 1976
- Simulium laneportoi Vargas, 1941
- Simulium lassmanni Vergas, Martinez, 1946
- Simulium laticalx Enderlein, 1933
- Simulium latidigitus Enderlein, 1936
- Simulium latipes Meigen, 1804
- Simulium lewisi Perez, 1971
- Simulium limbatum Knab, 1915
- Simulium longistylatum Shewell, 1959
- Simulium luggeri Nicholson et Mickel, 1950
- Simulium lurybayae Smart, 1944
- Simulium lutzianum Pinto, 1931
- Simulium machadoallisoni Vulcano, 1981
- Simulium major Lane et Porto, 1940
- Simulium malyschevi Dorog., Rubtsov, et Vlasenko, 1935
- Simulium manicatum Enderlein, 1933
- Simulium maroniense Floch et Abonnenc, 1946
- Simulium matteabranchia Anduze, 1947
- Simulium mbarigui Coscaron et Wygodzinsky, 1973
- Simulium mediovittatum Knab, 1916
- Simulium meridionale Riley, 1887
- Simulium meruoca Mello, Almeida, Dellome, 1973
- Simulium metallicum Bellardi, 1859
- Simulium mexicanum Bellardi, 1862
- Simulium minus (Dyar et Shannon, 1927)
- Simulium minusculum Lutz
- Simulium morae Perez, Rassi, Ramirez, 1977
- Simulium mutucuna Mello et Silva, 1974
- Simulium nebulosum Currie et Adler, 1986
- Simulium nigricoxum Stone, 1050
- Simulium nogueirai D'andretta et Gonzalez, 1964
- Simulium notatum Adams, 1904
- Simulium notiale Stone et Snoddy, 1969
- Simulium nunestovari Perez, Rassi, et Ramirez, 1977
- Simulium nyssa Stone et Snoddy, 1969
- Simulium obesum Vulcano, 1959
- Simulium ochraceum Walker, 1861
- Simulium opalinifrons Enderlein, 1934
- Simulium orbitale Lutz, 1910
- Simulium ortizi Perez, 1971
- Simulium oviedoi Perez, 1971
- Simulium oyapockense Floch et Abonnenc, 1946
- Simulium paraguayense Schrottky, 1909
- Simulium paranense Schrottky, 1909
- Simulium parnassum Malloch, 1914
- Simulium paynei Vargas, 1942
- Simulium penobscotensis Snoddy et Bauer, 1978
- Simulium perflavum Roubaud, 1906
- Simulium pertinax Kollar, 1832
- Simulium petersoni Stone et Defoliart, 1959
- Simulium pictipes Hagen, 1880
- Simulium pifanoi Perez, 1971
- Simulium pilosum (Knowlton et Rowe, 1934)
- Simulium pintoi D'andretta et D'andretta, 1946
- Simulium piperi Dyar et Shannon, 1927
- Simulium podostemi Snoddy, 1971
- Simulium prodexargenteum (Enderlein, 1936)
- Simulium pruinosum Lutz, 1910
- Simulium pseudoexiguum Mello et Almeida, 1974
- Simulium pugetense (Dyar et Shannon, 1927)
- Simulium pulverulentum Knab, 1914
- Simulium quadrifidum Lutz, 1917
- Simulium quadristrigatum Enderlein, 1933
- Simulium quadrivittatum Loew
- Simulium quebecense Twinn, 1936
- Simulium racenisi Perez, 1971
- Simulium rangeli Perez, 1977
- Simulium rivasi Perez, 1971
- Simulium rivuli Twinn, 1936
- Simulium rorotaense Floch et Abonnenc, 1946
- Simulium rubiginosum Enderlein, 1933
- Simulium rubrithorax Lutz, 1909
- Simulium rubtzovi Smart, 1945
- Simulium rugglesi Nicholson et Mickel, 1950
- Simulium samboni Jennings, 1915
- Simulium sanguineum Knab, 1915
- Simulium schmidtmummi Wygodzinsky, 1973
- Simulium scutistriatum Lutz, 1909
- Simulium seriatum Knab, 1914
- Simulium sicuani Smart, 1944
- Simulium simplicicolor Lutz, 1910
- Simulium slossonae Dyar et Shannon, 1927
- Simulium snowi Stone et Snoddy, 1969
- Simulium solarii Stone, 1948
- Simulium spadicidorsum (Enderlein, 1934)
- Simulium spinibranchium Lutz, 1910
- Simulium spinifer Knab, 1914
- Simulium strigatum (Enderlein, 1933)
- Simulium strigidorsum (Enderlein, 1933)
- Simulium striginotum (Enderlein, 1933)
- Simulium suarezi Perez, Rassi et Ramirez, 1977
- Simulium subclavibranchium Lutz, 1910
- Simulium subnigrum Lutz, 1910
- Simulium subpallidum Lutz, 1910
- Simulium tallaferroae Perez, 1971
- Simulium tarsale Williston, 1896
- Simulium tarsatum Macquart, 1847
- Simulium taxodium Snoddy et Beshear, 1968
- Simulium tescorum Stone et Boreham, 1965
- Simulium townsendi Malloch, 1912
- Simulium transiens Rubtzov, 1940
- Simulium travassosi D'andretta et D'andretta, 1947
- Simulium trivittatum Malloch, 1914
- Simulium truncata (Lundstrom, 1911)
- Simulium tuberosum (Lundstrom, 1911)
- Simulium underhilli Stone et Snoddy, 1969
- Simulium urubambanum Enderlein, 1933
- Simulium varians Lutz, 1909
- Simulium venator Dyar et Shannon, 1927
- Simulium venustum Say, 1823
- Simulium verecundum Stone et Jamnback, 1955
- Simulium vernum (Macquart, 1826)
- Simulium versicolor Lutz et Tovar, 1928
- Simulium violacescens Enderlein, 1933
- Simulium virgatum Coquillett, 1902
- Simulium vittatum (Zetterstedt, 1838)
- Simulium wuayaraka Ortiz, 1957
- Simulium wyomingense (Stone et De Foliart, 1959)
- Simulium yacuchuspi Wygodzinsky et Coscaron, 1967

## Nomes vernáculos
Algumas nomes vernáculos para o piúm:
- Proto-Chapacura[4]: *ʔimiʔ
- Proto-Pano[5]: *ʃio
- Proto-Takana[5]: *ʣio
- Kwazá[6]: tɛte
- Arara do Rio Branco[7]: bib
- Irantxe[8]: manxí
- Apiacá[9]: piun
- Pareci[10]: tiunúre